# Suzuki Ignis
Suzuki Ignis – samochód osobowy segmentu najmniejszych crossoverów produkowany w latach 2000–2010 oraz ponownie od 2016 roku przez japońską markę Suzuki. W 2016 roku po 6-letniej przerwie do produkcji trafiła trzecia generacja modelu.

## Pierwsza generacja

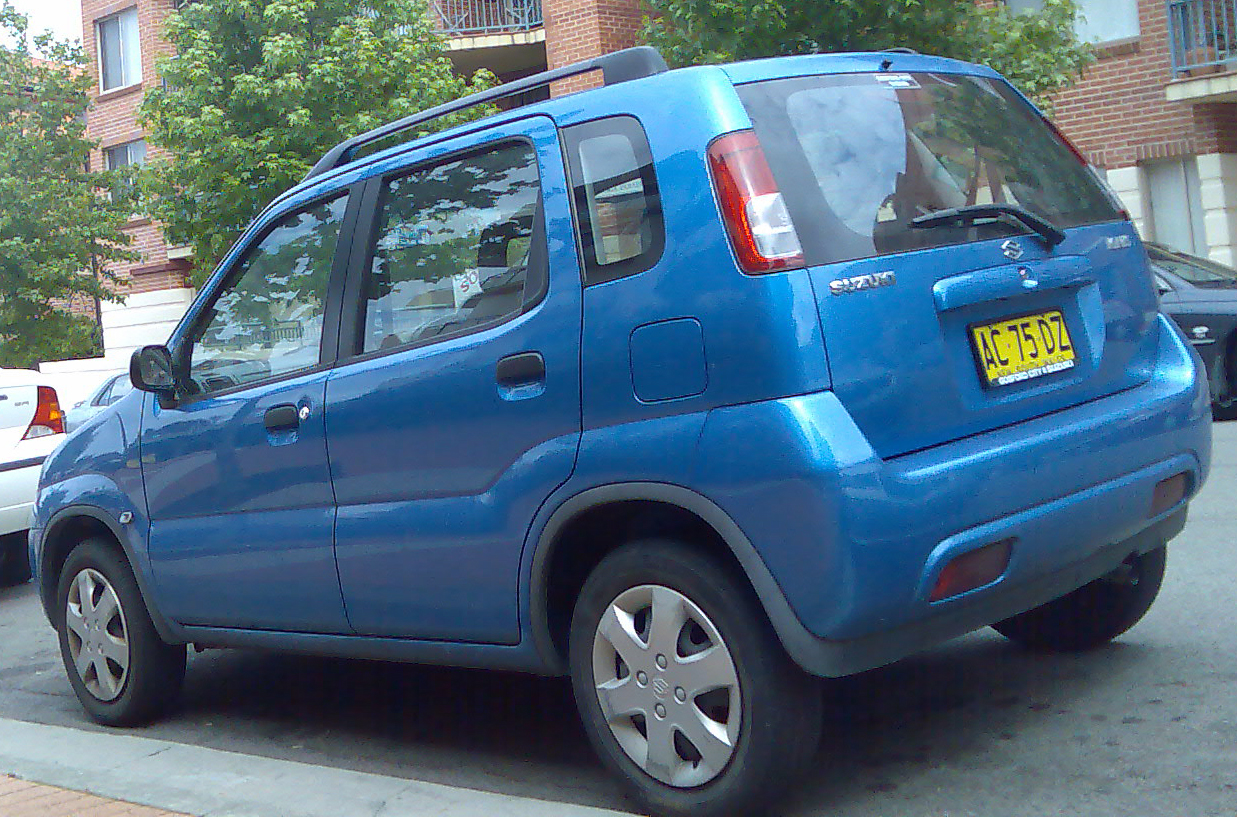
Suzuki Ignis I – tył

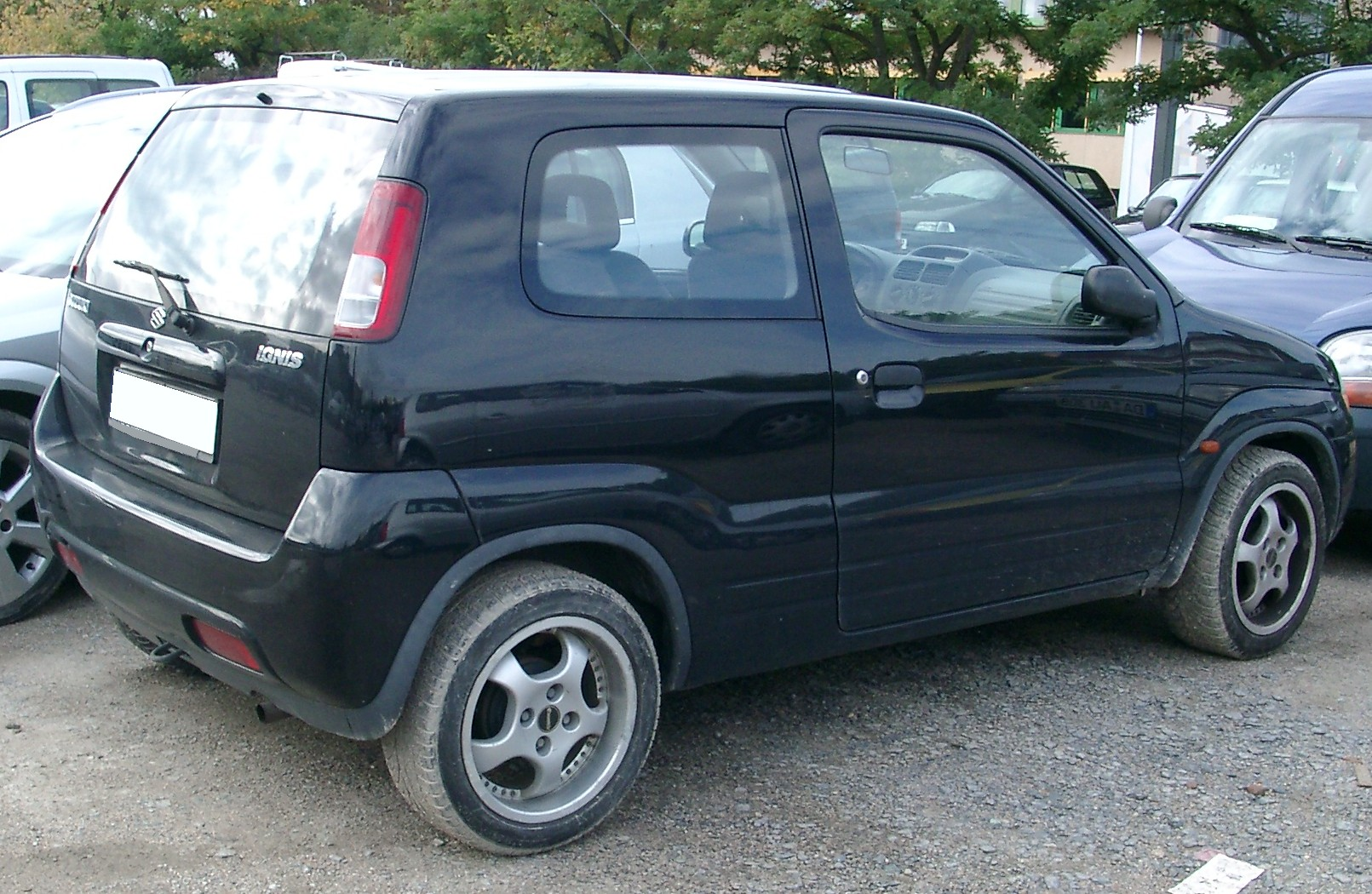
Suzuki Ignis I w wersji trzydrzwiowej

Suzuki Ignis I zadebiutował w 2000 roku jako alternatywa dla miejskich samochodów, która oferowała niespotykany wśród tej wielkości pojazdów wyższy prześwit i napęd na cztery koła. Mimo wyglądu klasycznego samochodu osobowego pierwszy Ignis był zatem jednym, z pierwszych tak małych crossoverów.
Pierwsze wcielenie Ignisa jako pierwsze i ostatnie oferowało oprócz pięciodrzwiowej także odmianę z trzema drzwiami. Na japońskim rynku wewnętrznym samochód oferowano pod nazwą Suzuki Swift.
W 2002 roku przedstawiono usportowioną odmianę, która oferowała na rynku europejskim silnik 1.5 o mocy 109 KM.

## Druga generacja

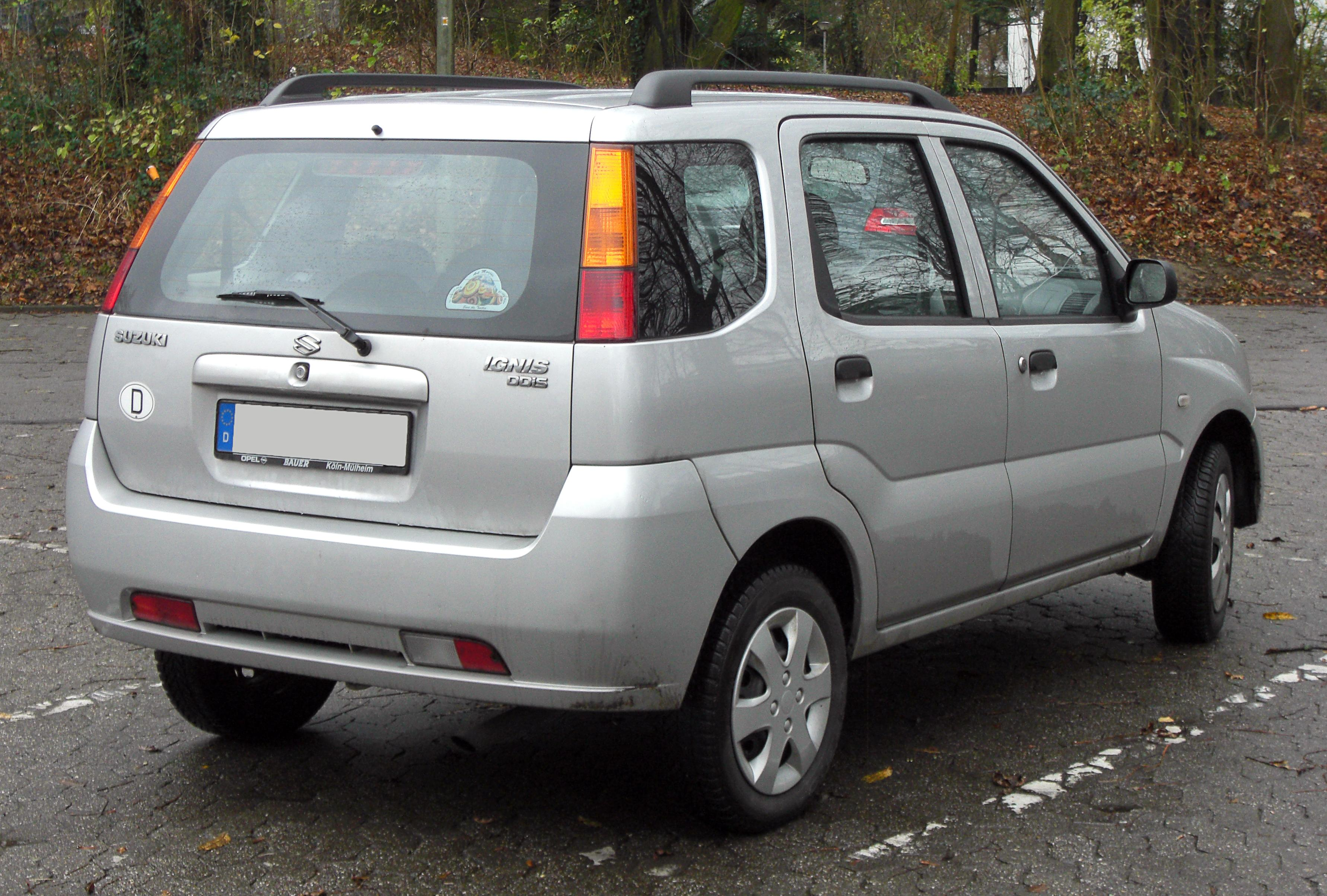
Suzuki Ignis II – tył

Suzuki Ignis II to de facto głęboko zmodernizowana pierwsza generacja. Poza innym wyglądem tyłu, przodu oraz deski rozdzielczej zmieniły się jednak także wymiary zewnętrzne.
Druga odsłona Ignisa na rynek europejski wytwarzana była w węgierskiej fabryce Suzuki w Ostrzyhomiu. Sprzedaż ruszyła w 2003 roku z dwoma silnikami benzynowymi w ofercie. Bliźniaczy wobec Ignisa II był Subaru Justy III.
Jednostką napędową europejskiej wersji były silniki benzynowe o pojemności 1.3 i mocy 94 KM, 1.5 o mocy 99 KM i dostępny w Europie od 2004 roku turbodiesel 1.3 o mocy 69 KM, wyprodukowany w polskich zakładach Powertrain. Japoński Ignis mógł być wyposażony w silnik benzynowy 1.3 o mocy 83 KM.
Podobnie jak w przypadku poprzednika, dostępna była również wersja z napędem na cztery koła. Seryjnie auto wyposażone było w ABS z EBD, elektryczne wspomaganie kierownicy, dwie poduszki powietrzne, elektrycznie regulowane lusterka.
Produkcja drugiej odsłony Ignisa zakończyła się w 2010 roku na Węgrzech, Bezpośrednim następcą zostało większe SX4.

## Trzecia generacja

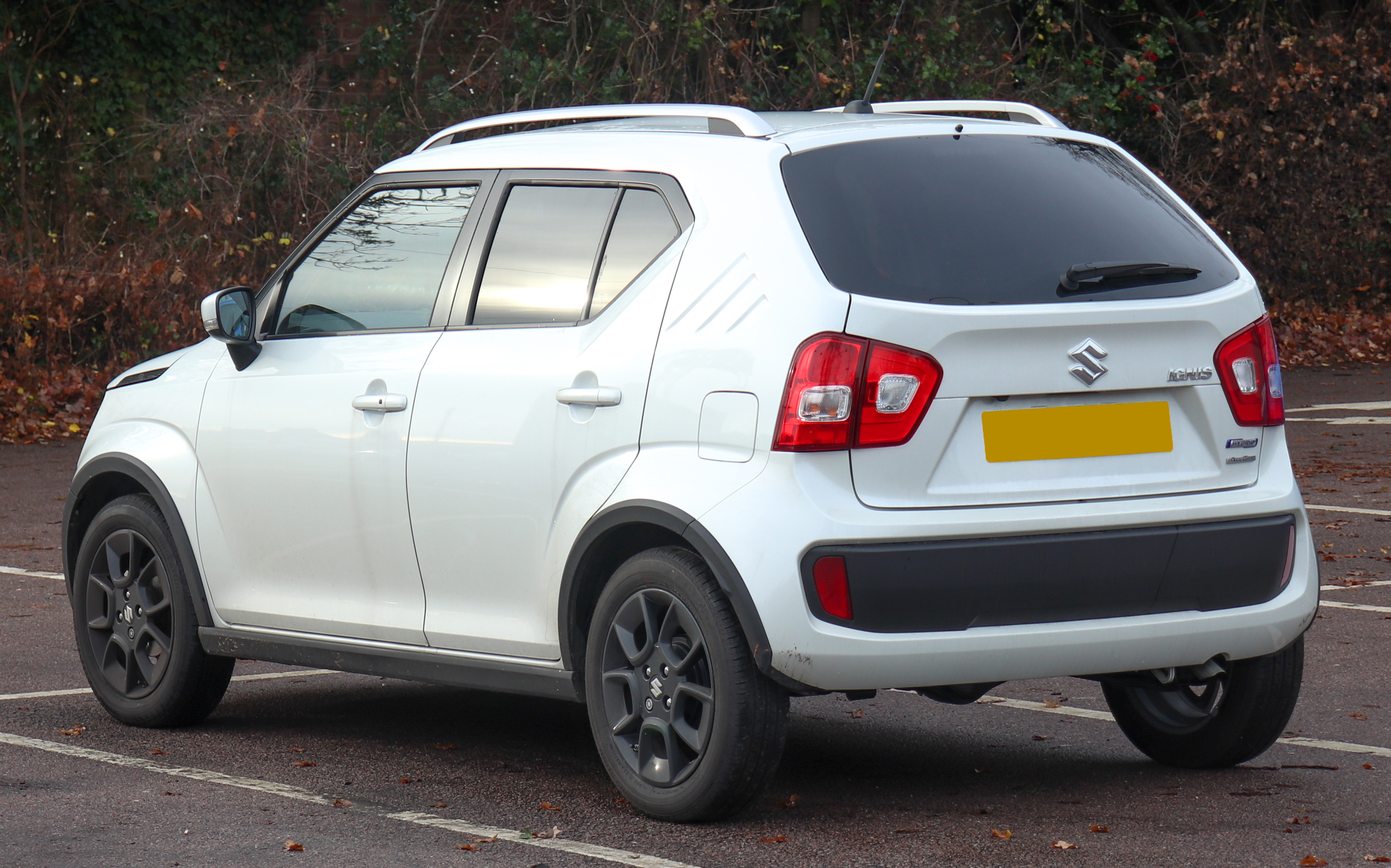
Suzuki Ignis III – tył

Suzuki Ignis III zadebiutowało podczas Tokyo Motor Show w 2016 roku.

### Historia i opis modelu
Producent powrócił do tej nazwy po 8-letniej przerwie. Trzecia odsłona Ignisa nie jest bezpośrednim poprzednikiem dotychczasowego wcielenia, gdyż przez 5 lat nieobecności tego modelu w gamie za następcę producent określał model Suzuki SX4. Po uporządkowaniu gamy w roku 2014 marka powróciła zatem ponownie do niszowego segmentu crossoverów klasy A.
Ignis III do Europy trafił rok po premierze w Japonii, na początku 2017 roku. Samochód dostępny jest w wersji benzynowej 1.2 o mocy 90 koni mechanicznych. Ignisowi z tym silnikiem sprint do setki zajmuje 12,2 sekundy, a prędkość maksymalna wynosi 170 km/h. Dostępna jest również wersja hybrydowa (1.2 SHVS). Do wersji benzynowej można kupić napęd All Grip 4WD. W wersji benzynowej 2WD możemy się zdecydować na automatyczną przekładnię (AGS). Samochód dostał w podstawowej wersji wyposażenia 3 na 5 gwiazdek w testach zderzeniowych organizacji Euro NCAP, jednak w wersji z pakietem bezpieczeństwa otrzymał 5 gwiazdek.

### Face lifting
Na początku 2020 roku samochód przeszedł face lifting. Z zewnątrz zmieniono m.in. atrapę chłodnicy i zderzak przedni. We wnętrzu zmiany objęły m.in. kolorystykę wskaźników, elementów dekoracyjnych i tapicerki. Wprowadzono nowe kolory lakierów. Oprócz tego wprowadzono bezstopniową automatyczną skrzynię biegów (CVT), w miejsce używanej do tej pory zautomatyzowanej przekładni AGS.

### Wyposażenie
Suzuki Ignis trzeciej generacji jest oferowany w trzech wersjach wyposażenia:
- Podstawowej Comfort (od 52 100 zł[7]), która oferuje:

6 poduszek powietrznych, klimatyzację manualną, system audio z 4 głośnikami, odtwarzacz CD z portem USB, centralny zamek, elektrycznie regulowane szyby przednie i lusterka.
- Premium (od 57 100 zł[7]), która dodatkowo oferuje:

asystenta podjazdu, system multimedialny z kamerą cofania, przesuwane tylne fotele, nawiew na siedzenia tylne, 16 calowe alufelgi i podgrzewane lusterka.
Najbogatszej Elegance (od 64 100 zł), która dodatkowo oferuje:
układ reagowania przedkolizyjnego, system ostrzegania o niezamierzonej zmianie pasa ruchu, automatyczną klimatyzację, nawigację satelitarną, dostęp bezkluczykowy, elektrycznie regulowane szyby tylne, skórzaną kierownicę, tempomat, reflektory diodowe i światła przeciwmgielne.